# Epictia diaplocia
Epictia diaplocia — вид змій родини струнких сліпунів (Leptotyphlopidae). Ендемік Перу.

## Поширення і екологія
Epictia diaplocia мешкають в Амазонії на сході Перу. Вони живуть у вологих рівниних тропічних лісах, на висоті від 100 до 200 м над рівнем моря. Відкладають яйця.